# Rocker Nguyen
Nguyễn Trần Hưng Long (sinh ngày 6 tháng 7 năm 1993) thường được biết đến với nghệ danh Rocker Nguyễn  là một nam ca sĩ, nhạc sĩ, người dẫn chương trình, người mẫu ảnh, vlogger kiêm diễn viên điện ảnh, diễn viên truyền hình người Việt Nam.

## Tiểu sử và sự nghiệp

### 1993–2015: Hình thành và phát triển
Rocker Nguyễn (Nguyễn Trần Hưng Long) sinh ngày 6 tháng 7 năm 1993 tại Thành phố Hồ Chí Minh trong một gia đình yêu nghệ thuật. Niềm đam mê nghệ thuật của Rocker đã được bộc lộ ngay từ nhỏ. Vào những năm còn học cấp 3, anh đã trở thành một trong những thành viên của một ban nhạc Rock sinh viên. Năm 12 tuổi, Rocker trở thành du học sinh tại trường Zhong Hua Secondary School tại Singapore. Sau 5 năm học tập và hoàn thành chứng chỉ O-level (một chứng chỉ tương đương với việc hoàn thành xong chương trình cấp hai tại Việt Nam) thì anh quay trở lại Việt Nam. Trong lần quay về Việt Nam lần này, Rocker thử sức mình với vai trò là VJ của Yan TV (chuyên mục Yan Me, Yan Break, M! Countdown), người mẫu ảnh, vlogger tại trang Youtube của mình. Năm 19 tuổi, anh một lần nữa sang Úc để theo học tại trường Đại học Monash (thành phố Melbourne – Australia) với chuyên ngành Truyền thông và Nghiên cứu Điện ảnh. Từ khi còn là cậu sinh viên ngồi trên ghế nhà trường, Rocker Nguyen đã được biết đến là một người có sở thích cover các bài hát và đã nhận được sự ủng hộ của một bộ phận giới trẻ. Một số bài hát được Rocker cover: Eyes Nose Lips (TEAYANG), Let me love you, When I was your man, Falling Slowly, Đồng Thoại, Niệm khúc cuối,... Bên cạnh đó, anh cũng có đam mê làm phim ngắn và được nhận xét là rất có tố chất để trở thành một nhà dựng phim tài ba. Năm 2006: Rocker Nguyen một mình sang Singapore du học. Năm 2010: Anh tham gia cuộc thi Apollo English Idol, biểu diễn nhiều chương trình do báo VTM tổ chức và đã bắt đầu gây ấn tượng đầu tiên đến khán giả. Năm 2011: Lọt Top 10 X-Gen, tham gia chương trình HotVteen và đoạt giải HotVTeen toàn quốc, anh bắt đầu được nhiều khán giả quan tâm hơn sau chương trình này. Năm 2012: Theo học đại học tại trường Monash University – Australia – một trong những trường đại học hàng đầu tại Australia. Năm 2015: Tham gia chương trình One Million Star - "Đại lộ Ngôi sao" tại Đài Loan và gây sốt với ca khúc "When I Was Your Man". Để được góp mặt tham gia chương trình này, Rocker đã phải nói dối bố mẹ, một mình sang Đài Loan dự thi.

### 2016–17: "Quá khứ còn lại gì", "Em yêu" và "Dù chỉ là mộng mơ"
Năm 2016, Rocker chính thức ra mắt với vai trò là ca sĩ tại Việt Nam cùng với bản hit Quá khứ còn lại gì. Và với ca khúc đầu tay này, anh đã được trao giải thưởng Gương Mặt Phát Hiện của Làn Sóng Xanh 2016.
Năm 2017, Rocker bắt đầu thử sức với việc diễn xuất và nhận được vai nam chính trong bộ phim điện ảnh "Sắc Đẹp Ngàn Cân" (200 Pounds Beauty). Màn kết hợp của anh trong phim cùng với nữ diễn viên chính là ca sĩ-diễn viên Minh Hằng đã nhận được sự ủng hộ rất lớn từ khán giả. Tháng 7/2017, Rocker được đạo diễn Nguyễn Quang Bình tin tưởng giao trọng trách đóng vai Đăng Phương trong bộ phim ăn khách Glee phiên bản Việt. Tháng 12/2017: Sau một năm hoạt động nghệ thuật, Rocker Nguyen cùng với ekip đã cho ra mắt EP (mini album) kèm photobook đầu tay mang tên From Me To You bao gồm 6 ca khúc. Đây là một EP được đầu tư kỹ càng về chất lượng âm nhạc và hình ảnh. Sự kiện ra mắt EP cũng đánh dấu một năm hoạt động nghệ thuật và đồng thời là dịp để Rocker tri ân đến những người đã ủng hộ và đồng hành cùng Rocker trong suốt thời gian qua.

### 2018–2022: Tạm dừng hoạt động vì lý do cá nhân
Năm 2018, Rocker tuyên bố tạm dừng hoạt động vì lý do cá nhân.

### 2022–nay: Trở lại và thành công mới
Ngày 30 tháng 8 năm 2022, Rocker đã chính thức hoạt động trở lại.

## Sản phẩm âm nhạc

### E.P
| Tựa đề         | Chi tiết                                                                            |
| -------------- | ----------------------------------------------------------------------------------- |
| From Me To You | - Phát hành: 17 tháng 12 năm 2017 - Hãng đĩa: Viết Tân - Định dạng: CD - Chú thích: |

### Đĩa đơn
| Năm  | Đĩa đơn                      |
| ---- | ---------------------------- |
| 2016 | - Quá Khứ Còn Là Gì - Em Yêu |
| 2017 | - Dù Chỉ Là Mộng Mơ          |

## Phim truyền hình
| Năm  | Phim           | Vai         | Thể loại         |
| ---- | -------------- | ----------- | ---------------- |
| 2016 | Khi tôi là tôi | Kiên        | Phim ngắn        |
| 2017 | Glee Vietnam   | Đăng Phương | Phim truyền hình |

## Phim Điện Ảnh
| Năm  | Tựa phim         | Vai diễn  | Đạo diễn     |
| ---- | ---------------- | --------- | ------------ |
| 2017 | Sắc đẹp ngàn cân | Duy Khang | James Ngô    |
| 2023 | Giao Lộ 8675     | Logan     | Tân DS       |
| 2024 | Móng Vuốt        | Nhân      | Lê Thanh Sơn |

## Giải thưởng và đề cử
| Năm  | Giải thưởng             | Hạng mục                     | Kết quả   | Ghi chú |
| ---- | ----------------------- | ---------------------------- | --------- | ------- |
| 2016 | Làn Sóng Xanh           | Gương mặt phát hiện          | Đoạt giải |         |
| 2016 | Zing Music Awards       | Nghệ sĩ mới của năm          | Đoạt giải | [ 6 ]   |
| 2016 | Yan Vpop 20 Awards      | Nghệ sĩ triển vọng năm       | Đề cử     | [ 7 ]   |
| 2017 | Influence Asia          | Breakout                     | Đoạt giải | [ 8 ]   |
| 2017 | Liên hoan phim Việt Nam | Nam diễn viên chính xuất sắc | Đề cử     |         |